# 삼부회

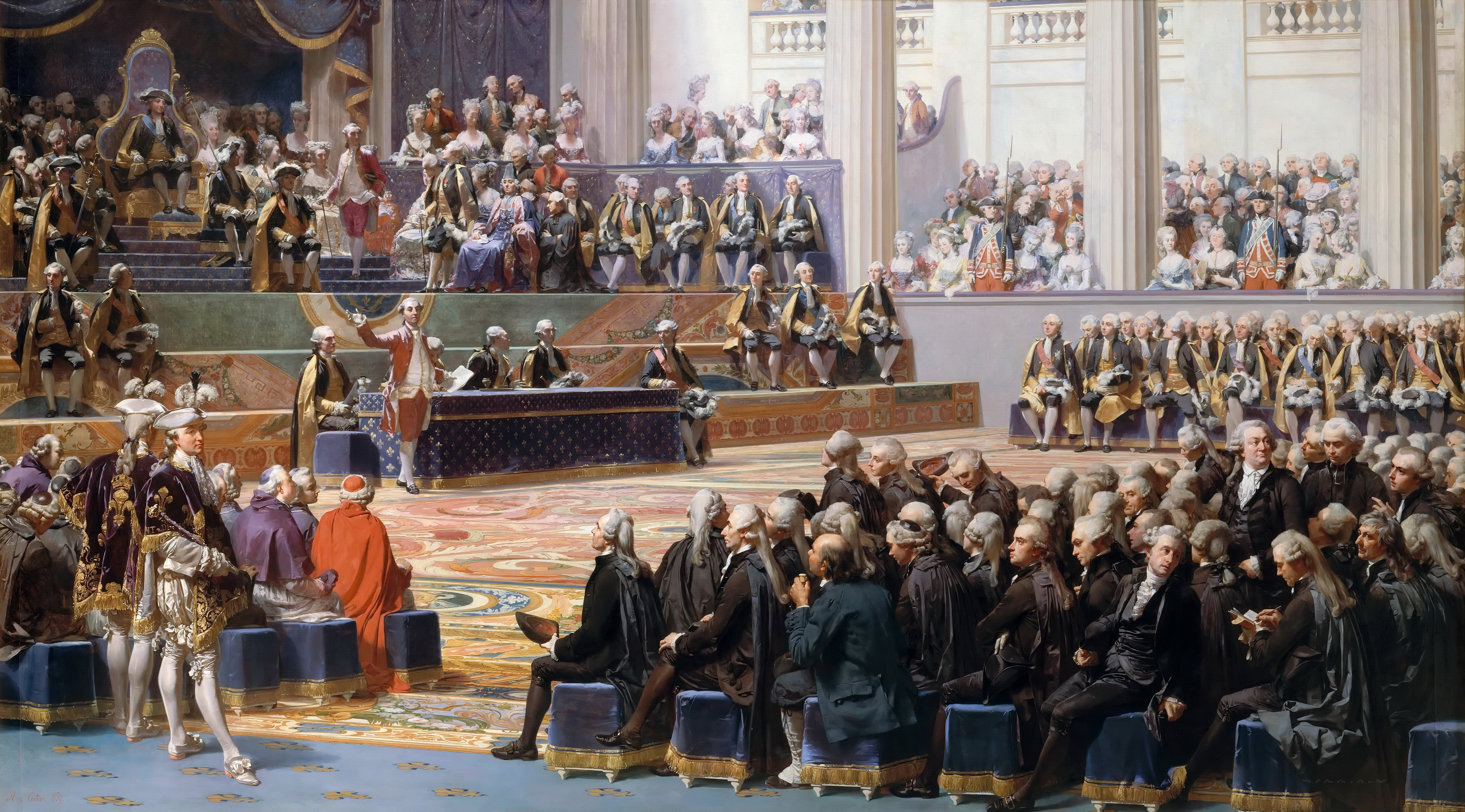
삼부회

삼부회(三部會, 프랑스어: États généraux)는 프랑스 세 신분(귀족, 가톨릭 고위 성직자, 평민)의 대표자가 모여 중요 의제에 관하여 토론하는 장으로써, 근대에 이르기까지 존재했던 신분제 의회다. 1302년 4월 10일 프랑스 왕 필리프 4세는 교황 보니파시오 8세와의 분쟁시 필요했던 국민의 지지를 얻을 수 있도록 파리의 가톨릭 성당인 노트르담 대성당에 각 신분의 대표를 소집시킨 것이 삼부회의 시초가 되고 있다. 1614년을 마지막으로 하여 이후 175년이나 열리지 않았으며, 1789년 세금 징수 문제로 국왕 루이 16세에 의해 다시 소집되었다. 하지만 평민대표인 부르주아(제3신분)들이 머릿수에 따른 표결을 주장하면서 삼부회는 사실상 해산되고 말았다.

## 기원과 역사
삼부회는 프랑스의 필리프 4세에 의해 1302년 4월 10일 최초로 소집되었다. 삼부회의 소집대상은 성직자, 귀족, 그리고 제3신분이라 불리던 도시 대표자들이었다. 삼부회의 주요 기능은 프랑스 국왕의 세금 징수에 대한 동의였으며 이러한 동의는 조작이나 날조에 의해 이루어지기도 하였다. 14세기에 이르러 프랑스의 각 지방에서도 지방 삼부회가 소집되었다. 카페 왕조이래 프랑스 국왕은 지방 도시에 대한 특허장을 통해 지방의 독자적 법전과 관습을 인준해 왔다. 삼부회의 또 다른 기능은 교황과의 갈등에서 국내의 지지를 얻기 위한 것이었다. 신성 로마 제국의 황제가 무너지고 알비 십자군이 종결되자 교황의 영향력은 급속히 커졌으며 필리프 4세는 이러한 교황의 압력에 대항하기 위해 삼부회를 통해 왕권을 지키려 하였다.
프랑스 국왕의 필요만큼이나 삼부회의 각 구성원들 역시 삼부회를 통해 자신들의 이익을 지키려 했는데, 귀족과 성직자는 국왕의 요구에 동의하는 대신 자신들의 수입원이었던 농민들에 대한 지배를 강화하는 기회를 얻고자 하였고 도시대표자들은 자신들이 바치는 조세의 대가로 경제활동에 대한 특권을 얻고자 하였다.
프랑스의 삼부회는 많은 부분에서 왕의 필요에 의해 운영되었다. 새로 즉위한 국왕은 삼부회를 통해 즉위 선물을 받는 것을 권리로 여겼다. 1484년 삼부회는 샤를 8세의 즉위에 대해 300,000 리브르를 선물하였다. 그러나 삼부회의 구성원들은 점차 왕이 자신들의 동의를 얻는 것을 중요하게 여겼다. 16세기 동안 소집된 삼부회는 새로운 왕이 권리로 여기던 '기쁜 즉위 선물'을 위한 것이었으나 1560년 - 1561년에 소집된 삼부회와 1576년 삼부회는 부분적으로 과세에 대한 동의를 위해 소집된 것이었다. 프랑스에서 "왕의 의지가 있는 곳에 법이 있는" 것이 사실이었던 것처럼 "왕과 신민 사이에는 상호 우정이 있어야 한다"는 것도 요구되었다.

## 삼부회의 종결
프랑스가 절대 군주제로 변화된 후 삼부회의 기능은 사실상 무의미하게 되었으며 1614년 이후 1788년까지 개최되지 않았다. 1789년 루이 16세는 새로운 세금의 부과를 위해 삼부회를 소집하였다. 당시 프랑스 왕가는 루이 14세 말기부터 권력 과시와 사치로 재정상태가 악화된 이래, 루이 15세를 거치며 더욱 악화되었으며 루이 16세에 이르러 매우 심각한 재정 위기에 직면해 있었고 이런 현상은 이미 선대 루이 15세때부터 만성화된 상황이었다. 급한 위기를 해결하려고 고리의 공채 발행을 남발하였기에 일 년 세수입의 절반이 국채의 상환과 이자 비용으로 소진되는 악순환이 거듭되어왔다. 
영국을 견제하기 위해서 북아메리카대륙에 미 합중국의 독립전쟁을 지원했기 때문에 재정이 급격히 악화되었다. 결국 국가경제 파산이 되자 루이 16세는 면세 특권을 누리던 귀족과 성직자들에게서 세금을 징수하고자 하였다. 그러나 귀족과 성직자는 이러한 과세안에 반발하였고 루이 16세는 새로운 세금을 위해 삼부회를 소집할 수밖에 없었다. 최후의 삼부회는 봉건적 특권의 축소와 폐지를 요구하는 제3신분인 평민대표와 귀족, 성직자의 대립에 의해 붕괴되었고, 이로부터 프랑스 대혁명이 시작되었다.

## 같이 보기
- 명사회
- 테니스 코트의 서약